# Cicloesanone deidrogenasi
La cicloesanone deidrogenasi è un enzima appartenente alla classe delle ossidoreduttasi, che catalizza la seguente reazione:
cicloesanone + accettore ⇄ cicloes-2-enone +  accettore ridotto
Il 2,6-Dicloroindofenolo può agire come accettore. I corrispondenti chetoni del ciclopentano e del cicloeptano possono agire come donatori.